# Pontiac Tempest
Der Pontiac Tempest ist ein von 1960 bis 1970 und erneut von 1987 bis 1991 angebotenes Modell des US-amerikanischen Automobilherstellers General Motors (GM) unter der Automobilmarke Pontiac.
Im Einzelnen steht der Name:
- von 1960 bis 1963 für eine Baureihe der dortigen compact-Klasse (untere Mittelklasse) und
- von Herbst 1963 bis 1970 für das Basismodell der intermediate-Modellreihe (Mittelklasse) des Pontiac Le Mans sowie
- von 1987 bis 1991 für einen nur in Kanada erhältlichen Variante des Chevrolet Corsica.

## Erste Generation (Modelljahre 1961–1963)

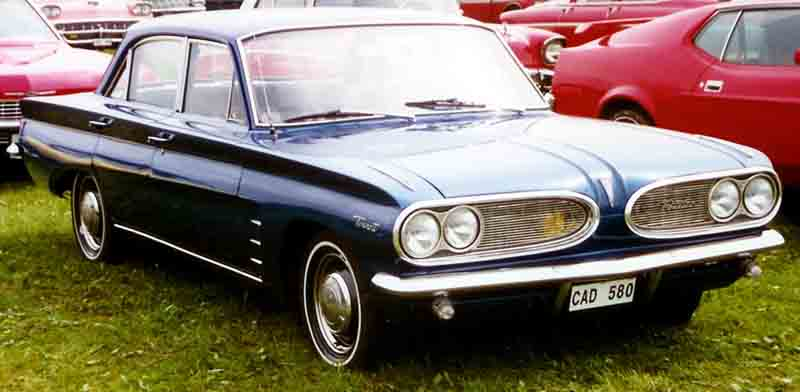
1961 Pontiac Tempest

### 1961
Zum Modelljahr 1961 präsentierte Pontiac im Oktober 1960 auf dem Pariser Autosalon als kleineres Modell den Tempest (Länge rund 4800 mm), als Alternative zu den großen Full-Size-Modellen. Es gab ihn als viertürige Limousine, zweitüriges Hardtop-Coupé, in einer gehobenen Ausstattung dann unter der Bezeichnung „Tempest LeMans“ und als fünftürigen Kombi jeweils mit sechs Sitzplätzen. Der Tempest basiert auf der GM Y-Plattform und ist Parallelmodell zum Buick Special und zum Oldsmobile F-85. Der Einstieg begann bei 2113 USD für das Hardtop-Coupé ging weiter über den Kombi für 2438 USD bis zur Limousine für 2702 USD. Das Ausstattungspaket Custom kostet 182 USD extra.
Die Entstehung des Tempest begann, als die Pontiac-Division nach dem Erfolg des Chevrolet Corvair einen Einstieg in den wachsenden Kompaktwagenmarkt suchte; Pontiac wollte einen Klon des Corvair produzieren, aber stattdessen gab GM Pontiac grünes Licht, eine neue Kreation herzustellen. Der Designer des Tempest, John DeLorean, Pontiacs Chefingenieur, machte sich an die Arbeit, um ein einzigartiges Auto zu entwerfen, das die bereits von GM produzierten Komponenten miteinander verbinden sollte. Er wollte, dass der Tempest mehr als nur ein Kleinwagen war, und er überzeugte anscheinend auch die amerikanische Automobilpresse davon: Der Tempest wurde 1961 von der Zeitschrift Motor Trend zum Auto des Jahres gekürt.
Obwohl er einige Bleche mit dem Oldsmobile F-85 teilt, hat der Tempest der ersten Generation einige einzigartige Merkmale, die ihn von den anderen GM-Kompaktwagen abheben. Der Tempest wurde mit einer ganzen Reihe von Optionen angeboten, wie z. B. Klimaanlage, Transistorradio, Scheibenwaschanlage, Warnleuchte für die Feststellbremse, gepolstertes Armaturenbrett, kindersichere Türschlösser und vom Händler installierte Sicherheitsgurte, da solche Rückhaltesysteme bei der Einführung des Tempest noch nicht gesetzlich vorgeschrieben waren.
Angetrieben wird der Tempest serienmäßig von einem 3,2 Liter (194,5 in3) großen Reihenvierzylindermotor „Indy Four“ mit Registervergaser oder Doppel-Registervergaser (110–155 bhp; 84–117 kW), bei dem es sich konstruktiv um eine Hälfte des hauseigenen V8-Motors „Trophy 8“ (mit 6,4 Litern bzw. 389 in3) handelt. Auf Wunsch gab es den von Buick stammenden 3,5-Liter-Leichtmetall-V8 (nach amerikanischem Maß 215 in3) mit 155 bhp (117 kW) und Doppel-Registervergaser. Ungewöhnlich ist die Auslegung mit einzeln aufgehängten Hinterrädern und hinten liegendem Getriebe (Transaxle). Die Getriebe – zur Wahl standen ein Dreigang-Handschaltgetriebe oder einer Zweigang-Automatik – wurden von dem Heckmotorfahrzeug Chevrolet Corvair übernommen. Motor und Getriebe sind durch eine biegsame und um ca. 76 mm nach unten ausgelenkte Antriebswelle verbunden. Bei Automatikgetriebe hat sie einen Durchmesser von ca. 16 mm (0,65 Zoll) und ist rund 2215 mm (87,25 Zoll) lang. Um Platz für die Kupplung zu schaffen, beträgt die Länge beim Schaltgetriebe rund 2082 mm (82 Zoll), der Durchmesser beträgt ca. 19 mm (0,75 Zoll). Sie verläuft in einem  gebogenen Vierkantrohr mit fünf Rollenlagern. Die Grundzüge dieser Konstruktion war zuvor nur beim Konzeptfahrzeug Le Sabre von General Motors aus dem Jahr 1951 zu sehen gewesen. Mit dem nach hinten verlegten Getriebe wurde trotz des schweren Motors eine gleichmäßige Gewichtsverteilung erreicht und dank der gekrümmten Antriebswelle konnte der Mitteltunnel im Innenraum sehr flach gehalten werden. Für amerikanische Autos dieser Zeit ungewöhnlich ist auch die selbsttragend ausgelegte Karosserie der Y-Plattform. 

### 1962
Zum Modelljahr 1962 erschien zusätzlich ein fünfsitziges Cabriolet. Zusammen mit dem Hardtop-Coupé waren diese in Basis- und LeMans-Version erhältlich. Neu war auch ein Coupé mit B-Säule. Die Limousine, das Coupé und der Kombi waren nicht als LeMans verfügbar.
Die Karosserie erhielt die üblichen Auffrischungen, wie einen breiteren und geänderten Frontgrill. Die Heizung wurde zur Standardausstattung. Kunden, die etwas schickeres haben wollten, konnten sich für das LeMans-Ausstattungspaket mit vorderen Einzelsitzen entscheiden. Der V8-Motor erhielt einen Doppel-Registervergaser sowie eine geänderte Ansaugbrücke und leistete 185 bhp (144 kW) bei 4800/min.

### 1963
1963 erhielt der Tempest eine umfangreiche Modellpflege und wuchs in der Breite um 50 und in der Länge um 130 mm. Zugleich wurde der Leichtmetall-V8 durch einen schweren Grauguss-V8 mit 5,3 Litern Hubraum und 264 bhp (197 kW) ersetzt. Der LeMans wurde zu einer eigenständigen Baureihe; seine Verkäufe machten fast 50 Prozent der kombinierten Tempest- und LeMans-Produktion aus. Die Modelle von 1963, die als Senior Compacts bezeichnet wurden, waren etwas größer und schwerer als die Modelle von 1961 und 1962. Diese neuen Modelle verfügen über eine neu gestaltete Transaxle, die das Fahrverhalten verbessert, sowie über eine Hochleistungsoption, die viel leistungsstärker ist als der selten bestellte 215-V8. Diese neue V8-Option für 1963 war Pontiacs 326 Kubikzoll (5,3 Liter) V8, ein Motor mit den gleichen äußeren Abmessungen wie der „Trophy 8“ 389, aber anderen internen Komponenten, die mehr Drehmoment erzeugen. Eine neue Version des Automatikgetriebes (jetzt offiziell mit dem Stempel TempesTorque auf dem Gehäuse) wurde entwickelt, um das zusätzliche Drehmoment des neuen V8 zu bewältigen. Das Viergang-Schaltgetriebe wurde nicht überarbeitet, und nur sehr wenige Tempest-Modelle mit V8 wurden mit diesem Getriebe gebaut. Das Dreigang-Schaltgetriebe blieb für alle Motoren verfügbar.
Vom Tempest der ersten Generation entstanden in drei Jahren insgesamt 375.766 Stück, davon lediglich 3.663 mit dem filigranen Buick-V8.

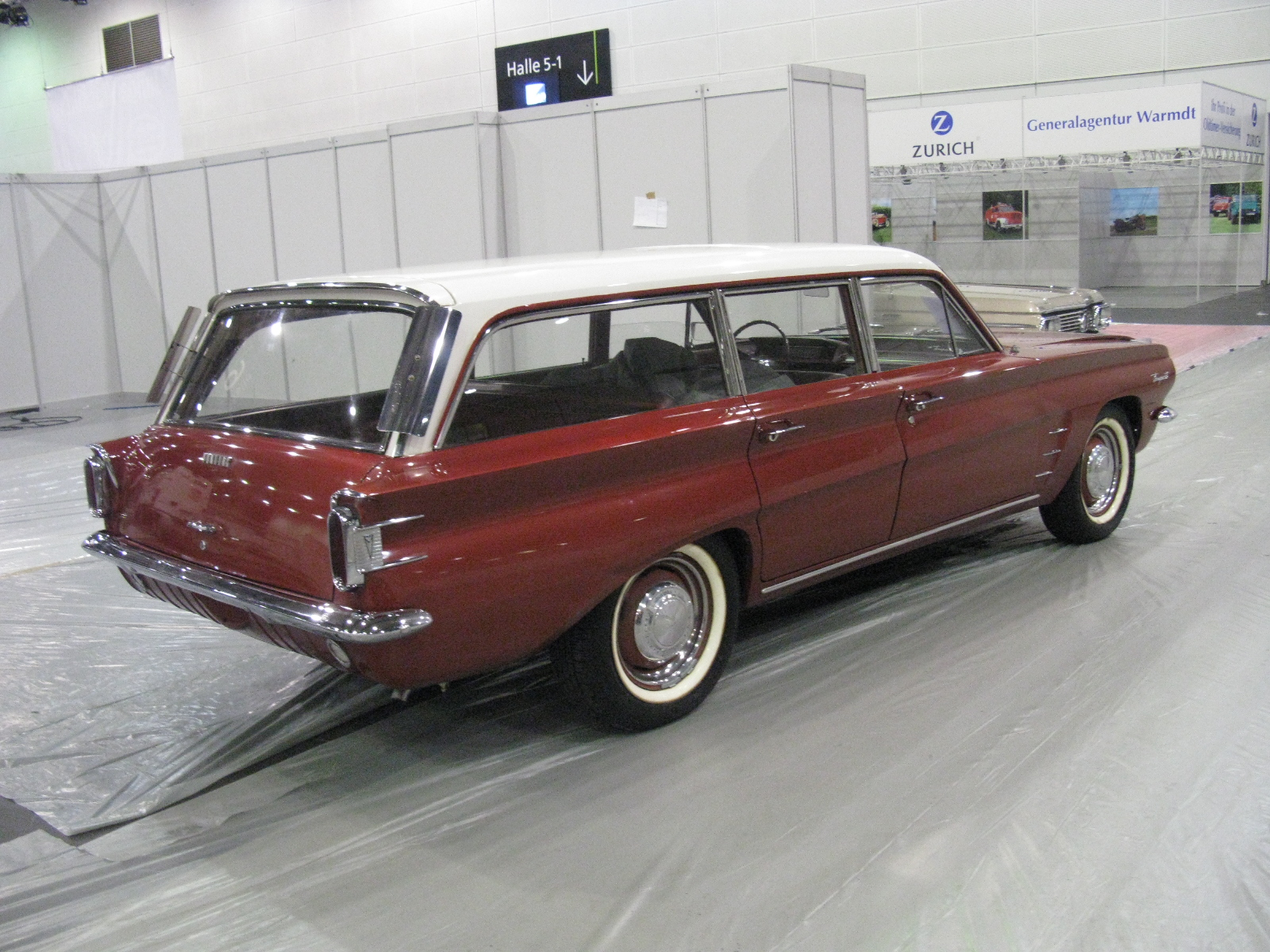
1961 Safari
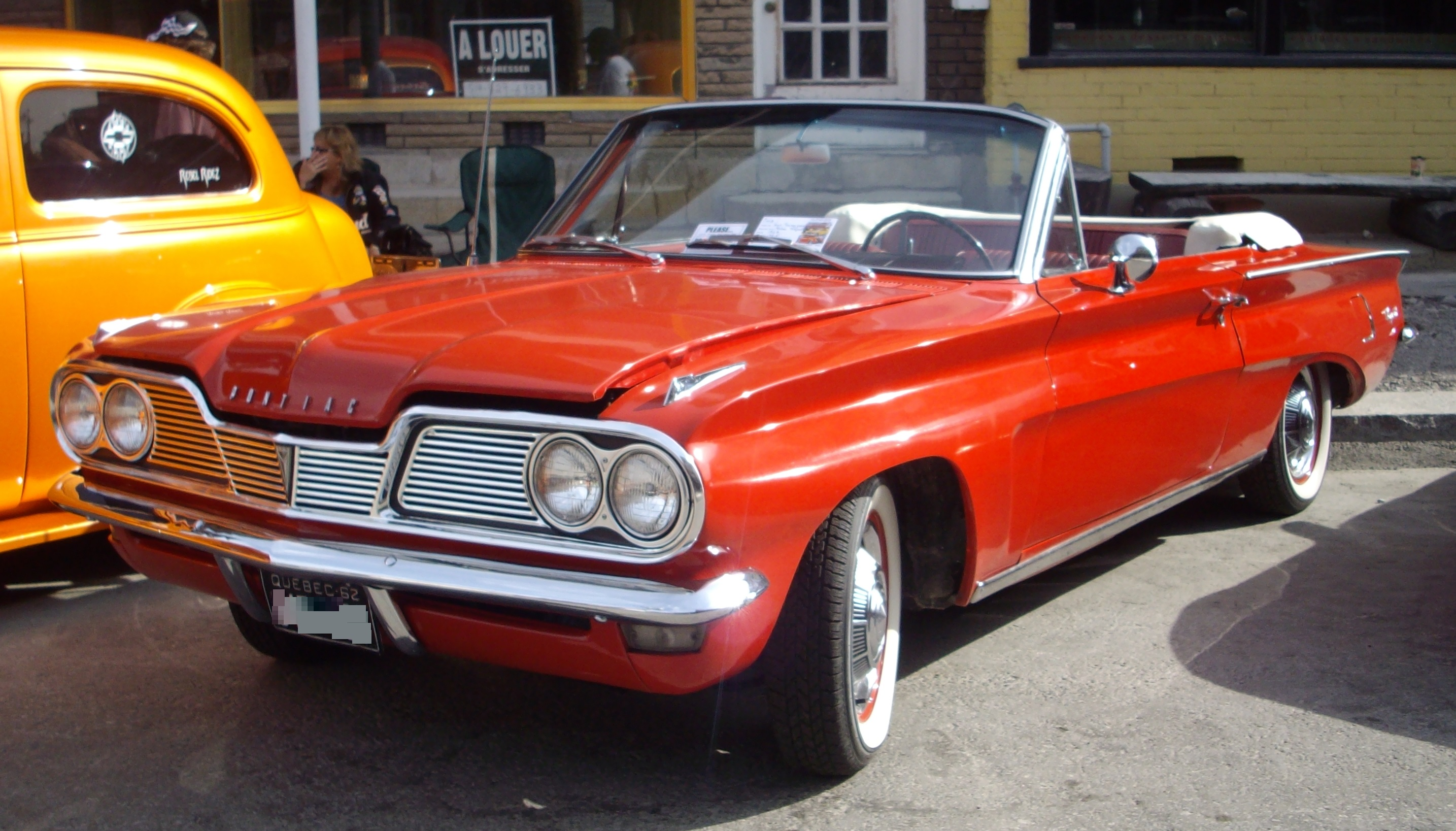
1962 Cabriolet
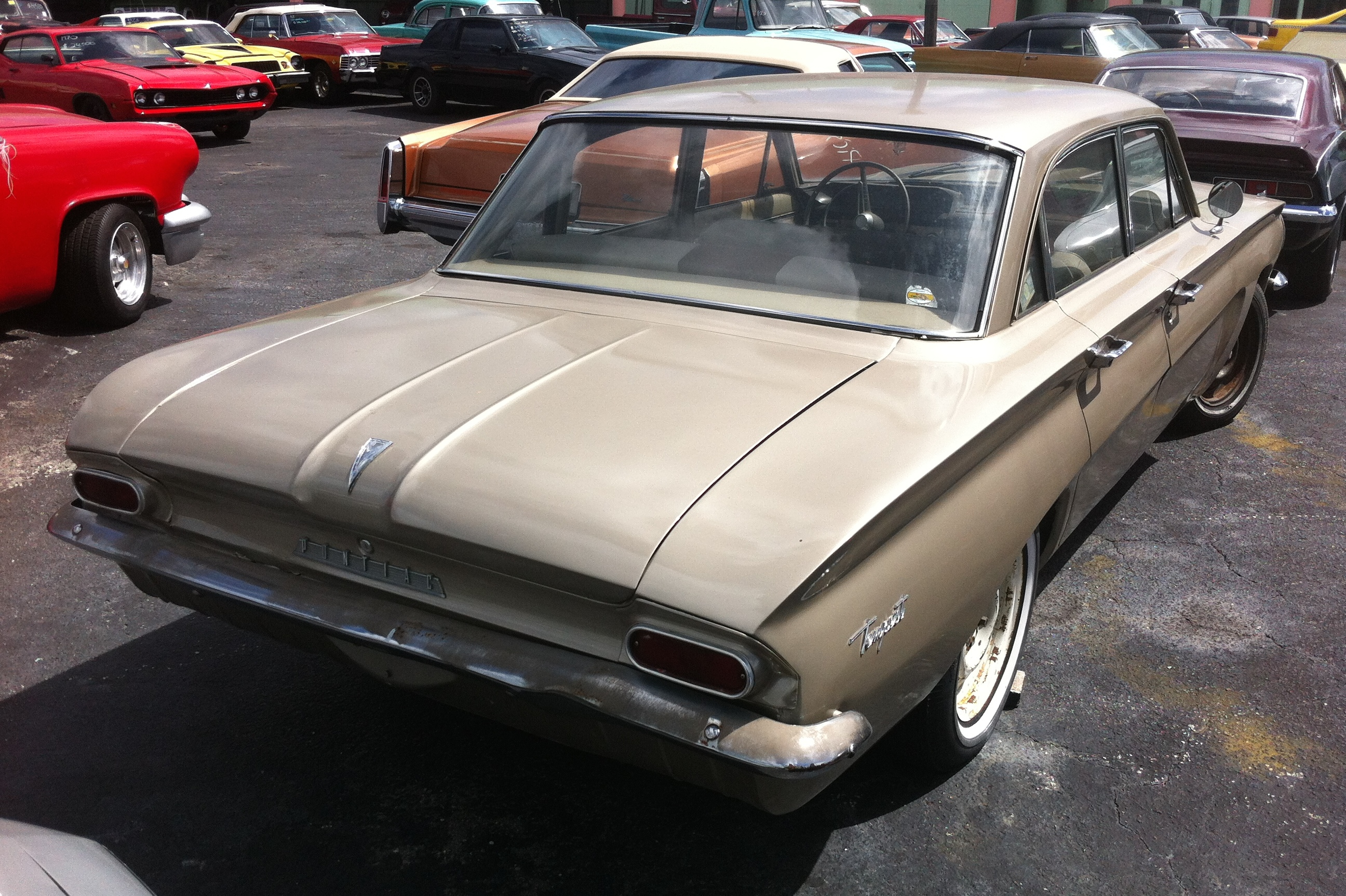
1962 viertürige Limousine
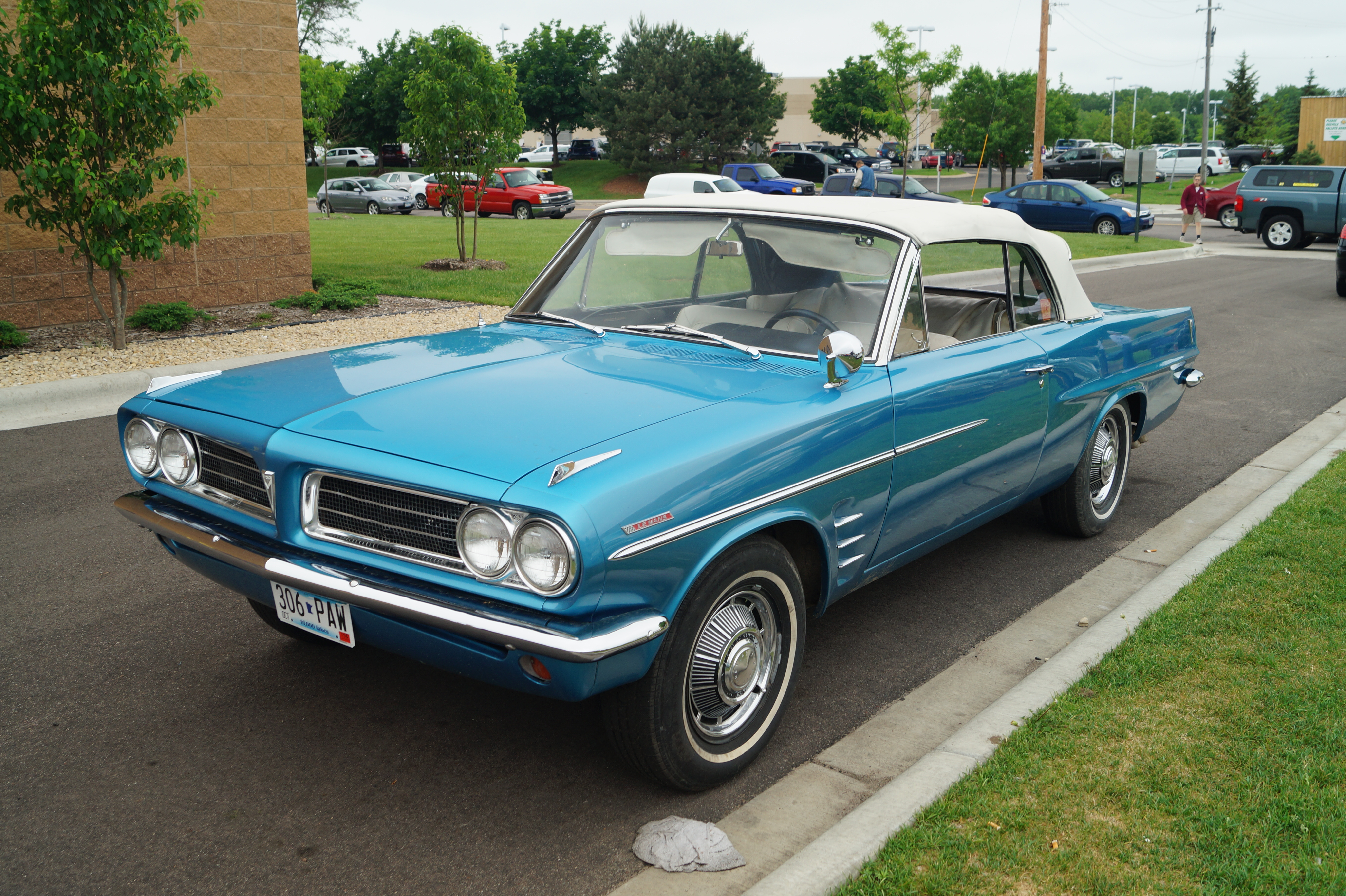
1963 Cabriolet
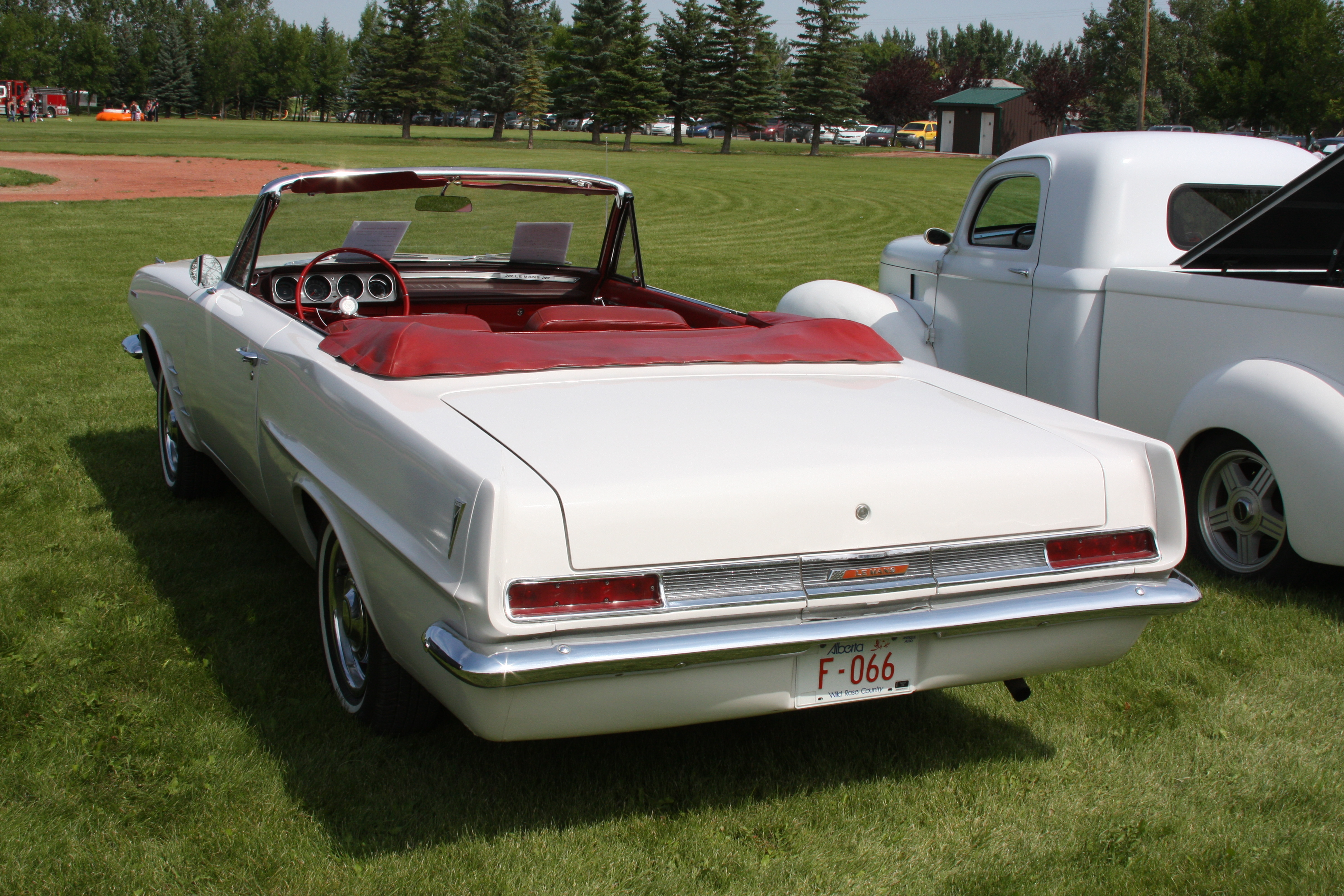
1963 Cabriolet

## Zweite Generation (Modelljahre 1964–1967)

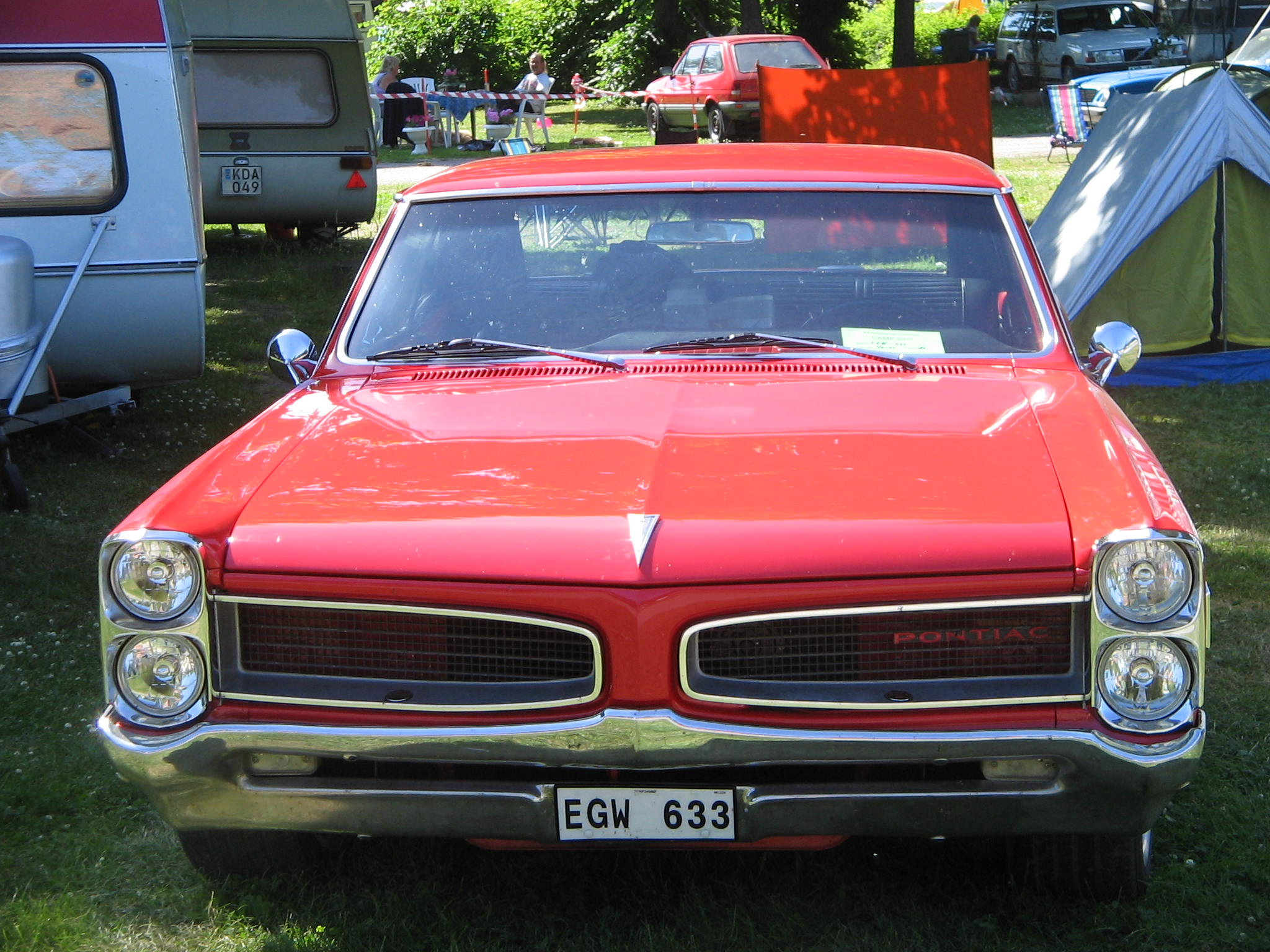
1966 Pontiac Tempest

### 1964
Zum Modelljahr 1964 erfuhr der Tempest (gemeinsam mit seinen Schwestermodellen von Buick und Oldsmobile) eine gründliche Umarbeitung und wurde in deren Zug technisch vereinfacht (Leiterrahmen statt selbsttragender Karosserie, vorn liegendes Getriebe, starre Hinterachse) und vergrößert; der Radstand wuchs um 76 mm auf 2921 mm, die Länge um über 200 mm auf 5160 mm. Damit rutschte der Tempest in die Größenkategorie der in den USA genannten Intermediats. Die neuen Modelle zählten zur A-Plattform von General Motors, auf der auch Chevrolet Chevelle, Buick Special/Skylark und Oldsmobile F-85/Cutlass aufbauten. Alle Fahrzeuge erhielten auf Anordnung von GM Updates und Modifikationen, die sie durchgängig standardisierten einschließlich der Räder.
Im Programm standen zweitürige Coupés mit und ohne B-Säulen, viertürige Limousinen, fünftürige Kombis und zweitürige Cabriolets in den Ausstattungsstufen Tempest, Tempest Custom und Tempest Le Mans; offiziell in die letztgenannte Baureihe integriert war der Pontiac GTO.
Anstelle des vormaligen Vierzylinders diente nun ein 3,5 Liter großer Reihensechszylinder (215 in3; 142 bhp) von Chevrolet als Basistriebwerk, das sich gegen Mehrpreis durch den 5,3-Liter-V8 (326 in3; 253–289 bhp) ersetzen ließ.

### 1965
Die Tempest-Linie, einschließlich des GTO, wurde für das Modelljahr 1965 umgestaltet, wobei die Gesamtlänge bei gleichem Radstand und gleichen Innenabmessungen um 79 mm (3,1 Zoll) erhöht wurde. Sie trug die charakteristischen, vertikal gestapelten Doppelscheinwerfer von Pontiac. Das Gesamtgewicht erhöhte sich um etwa 45 kg (100 Pfund). Das Design des Armaturenbretts wurde verändert, und ein optionales „Rallye-Instrument“ mit besser lesbarem Drehzahlmesser und Öldruckmesser kam hinzu.

### 1966
Der Tempest von 1966 erhielt ein größeres Facelift, das eine rundere Karosserie mit einem Coke-Bottle-Design ähnlich den großen Pontiacs beinhaltete. Neue viertürige Hardtop-Limousinen wurden der Tempest Custom-Linie hinzugefügt. Die Gesamtlänge wuchs geringfügig auf  5240 mm (206,4 Zoll), immer noch mit einem Radstand von 2921 mm (115 Zoll), während die Breite auf 1890 mm (74,4 Zoll) zunahm. Die hintere Spurweite nahm um rund 25 mm zu. Das Gesamtgewicht blieb in etwa gleich.
Unter der Motorhaube wurde der von Chevy stammende 215er-Sechszylinder durch einen neuen 230 in3 (3,8 Liter) Pontiac-Sechszylinder mit obenliegender Nockenwelle ersetzt – der einzige Motor dieser Art, der zu dieser Zeit in einem amerikanischen Serienfahrzeug zu finden war. Dies war auch der erste in Amerika gebaute Motor, der einen Riemen für den Nockenwellenantrieb von der Kurbelwelle verwendete, anstatt einer Kette. Der Basis-OHC-Motor hatte einen Einfach-Vergaser und eine Leistung von 165 bhp (123 kW; 167 PS) und war für sparsame Käufer ausgelegt. Optional war als Teil des Sprint-Optionspakets für Zweitürer eine vierflutige, hochverdichtete Version des OHC-Sechszylinders mit 207 bhp (154 kW; 210 PS) erhältlich, die als Alternative zu den höherpreisigen europäischen Sportlimousinen vermarktet wurde, die ähnliche OHC-Motoren hatten. Für diejenigen, die V8-Power wollten, gab es weiterhin die Optionen 326 und 326 HO mit einer Leistung von 250 bzw. 285 bhp (213 kW; 289 PS), und zuletzt die GTO-Motoren.

### 1967
An den Modellen Tempest, Custom und Le Mans wurden 1967 nur geringfügige Änderungen vorgenommen. Der GTO 389 V8 wurde durch einen neuen 400 in3 V8 ersetzt. Der Rochester-Doppel-Registervergaser ersetzte sowohl den serienmäßigen GTO Carter AFB-Vergaser als auch die Tri-Power-Vergaseroption. Die Turbo-Hydramatic TH400 ersetzte die bisherige Buick Super-Turbine Zweigang-Automatik. Die 326 in3 V8 blieben unverändert. Der OHC-Sechszylinder mit Doppel-Register-Vergaser wurde auf 215 bhp (160 kW; 218 PS) aufgestockt.
Scheibenbremsen vorne waren eine neue Option zusammen mit einem 8-Spur-Stereo-Kassettenspieler und einem Drehzahlmesser auf der Motorhaube verfügbar. Alle 1967er Pontiacs erhielten das von GM gesetzlich vorgeschriebene Sicherheitspaket, das ein Zweikreis-Bremssystem, energieabsorbierende Lenksäule, Lenkrad und Innenausstattung, Schultergurtverankerungen, vierfache Warnblinkanlage und eine neue Richtungssteuerung, die für Spurwechsel „geschnipst“ werden konnte, beinhaltete.
In dieser Form blieb der Tempest bis Sommer 1967 in Produktion. Es entstanden insgesamt rund 911.000 Exemplaren (zuzüglich knapp 285.000 GTO).

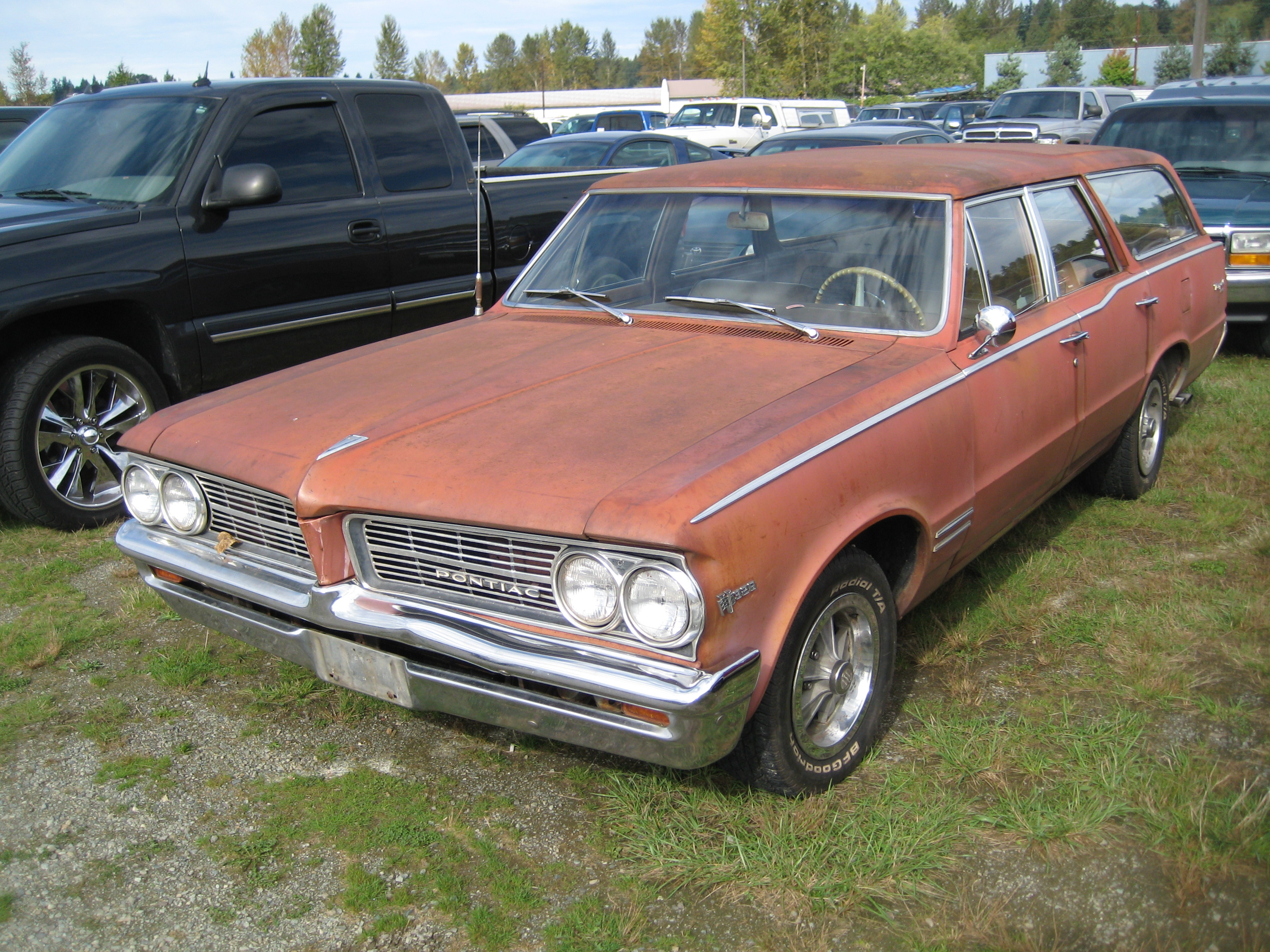
1964
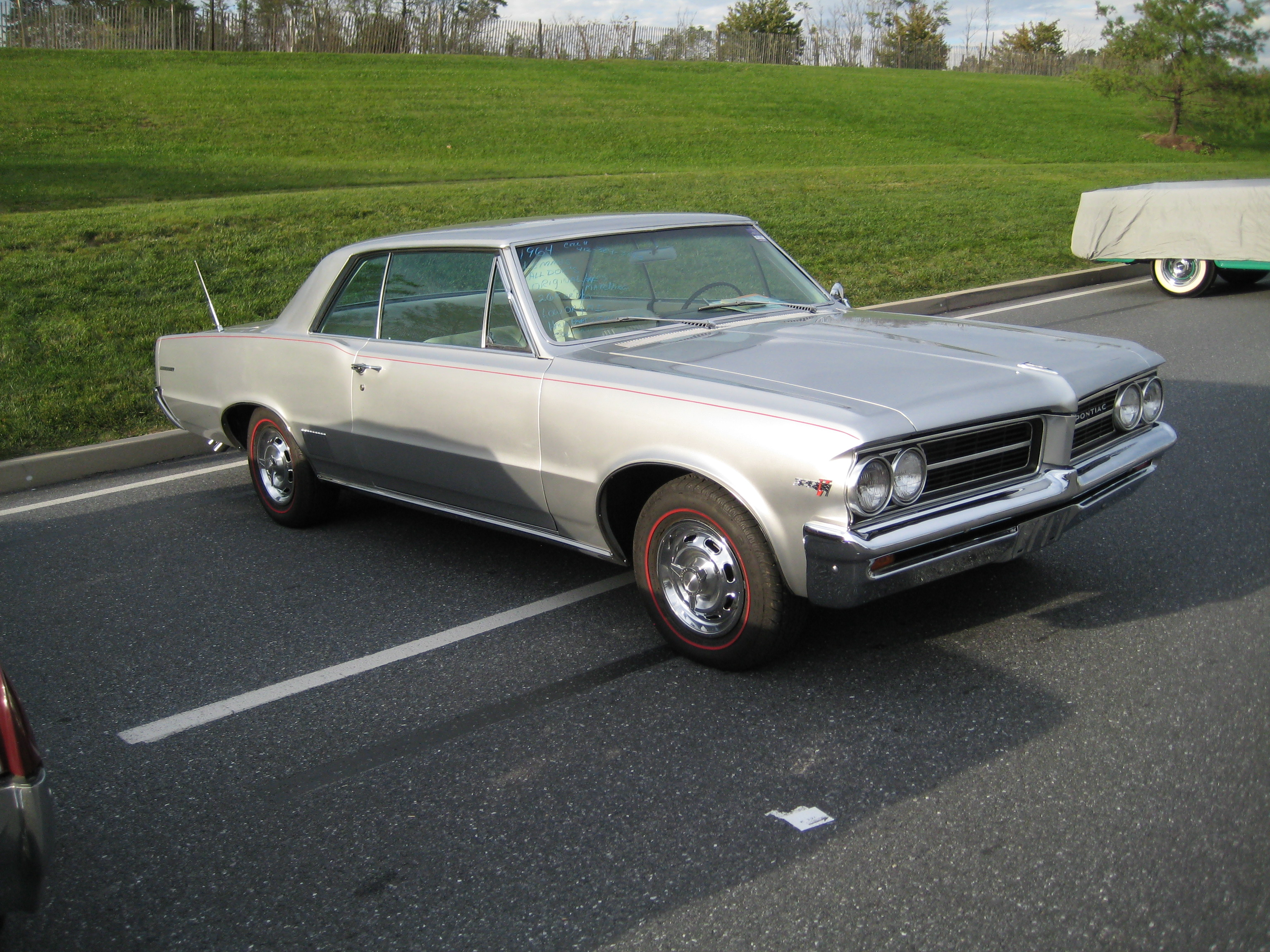
1964 LeMans Hardtop
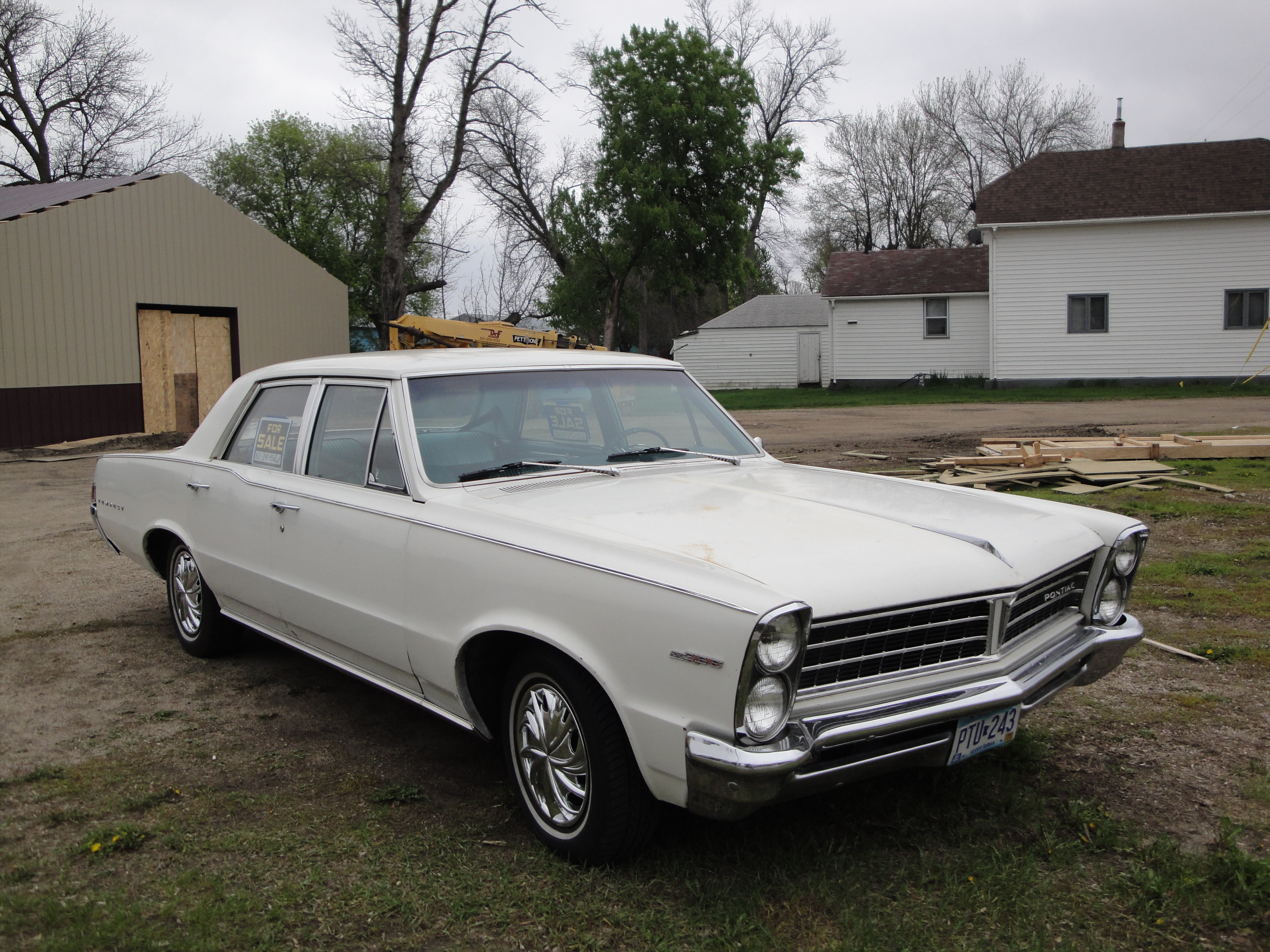
1965 Custom
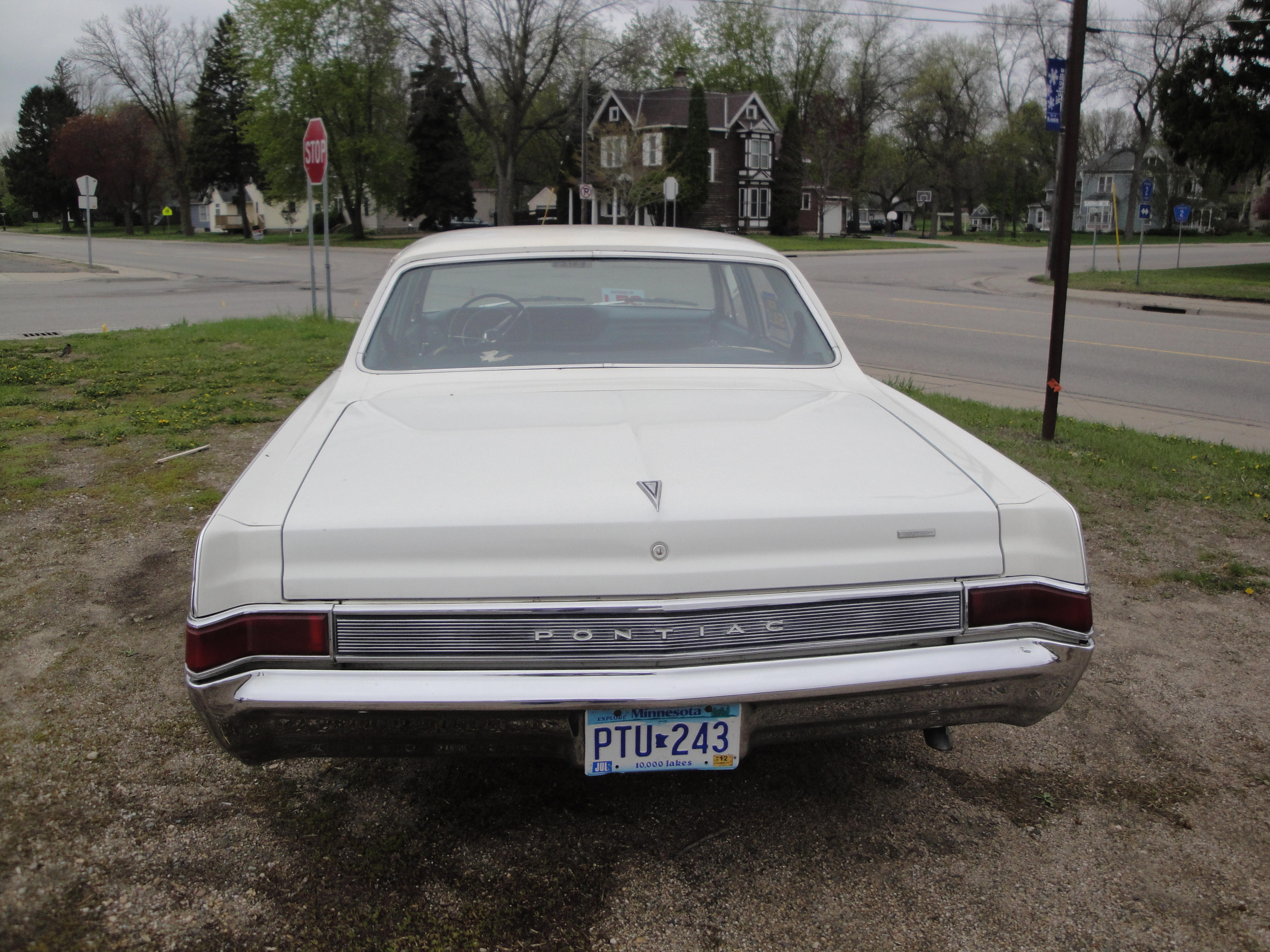
1965
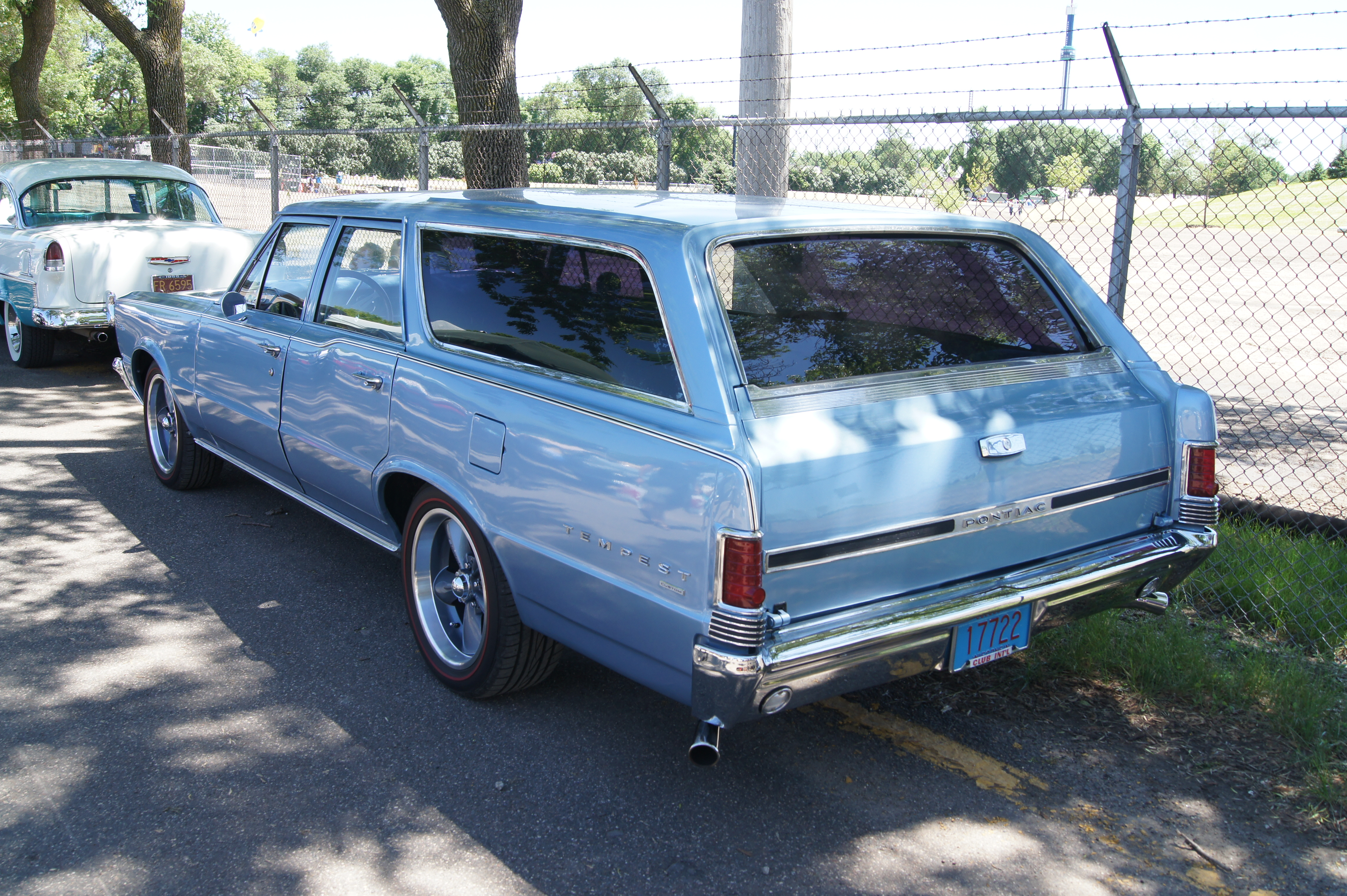
1965 Custom
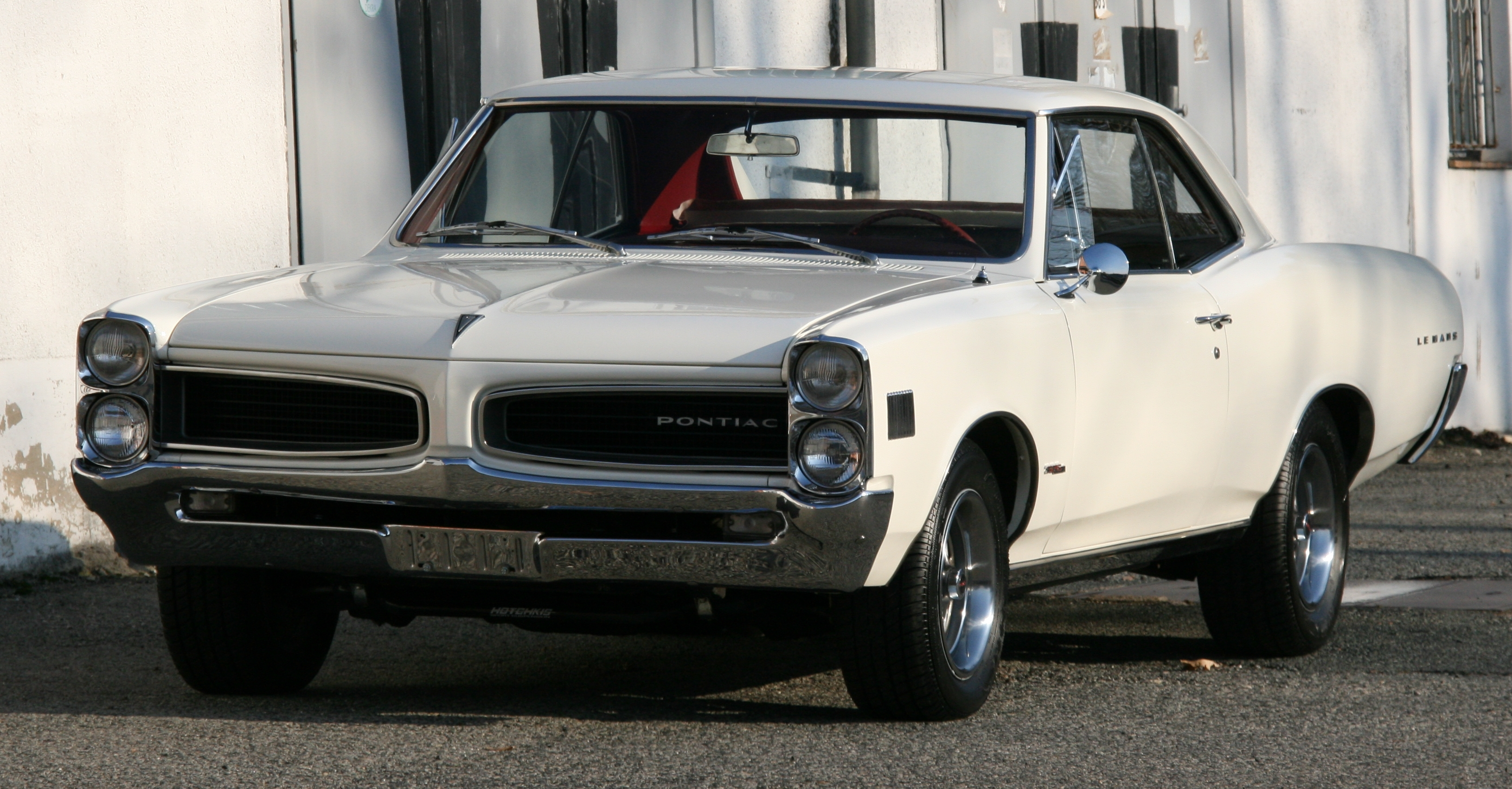
1966 LeMans Hardtop
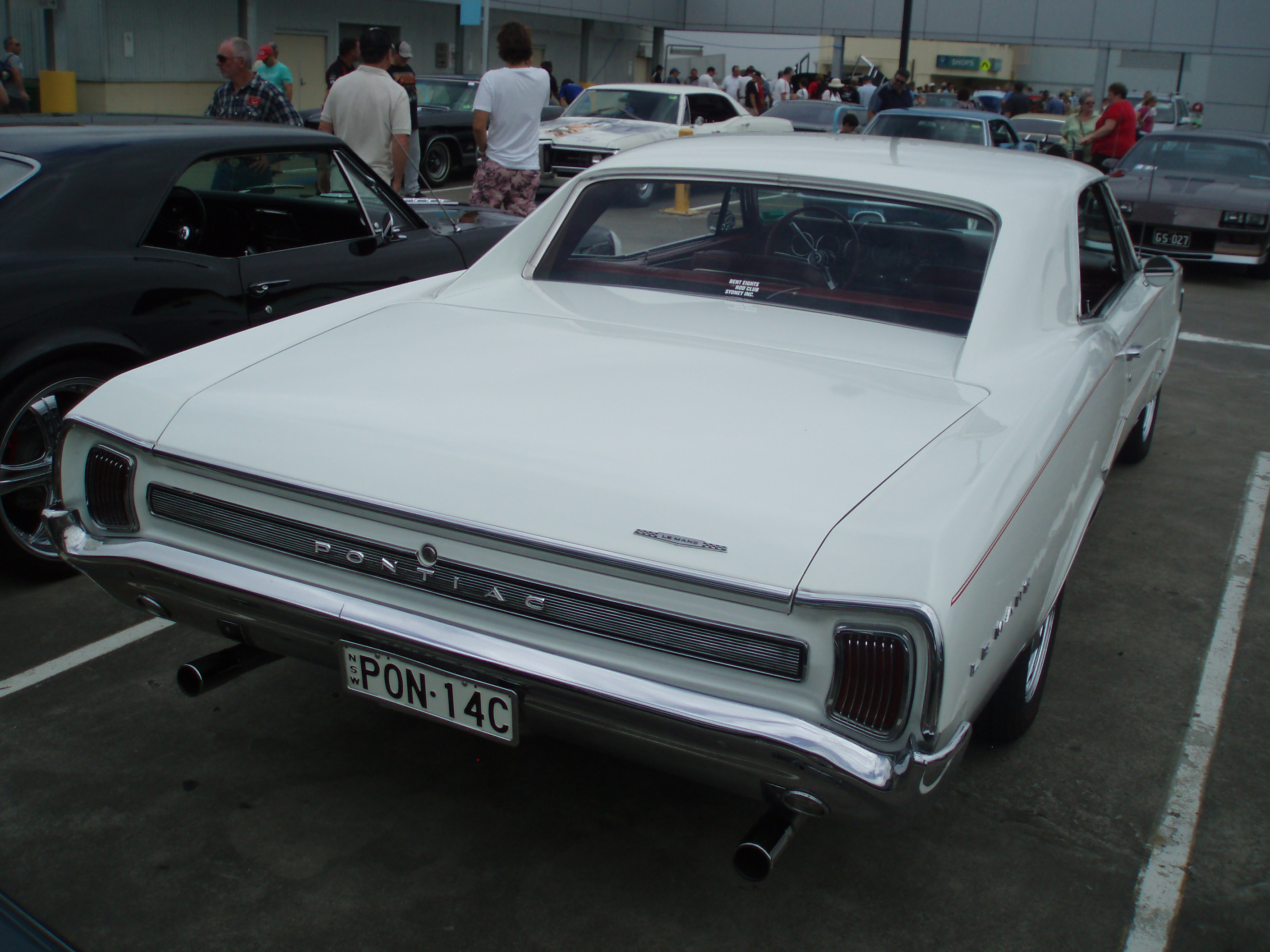
1966 LeMans Hardtop
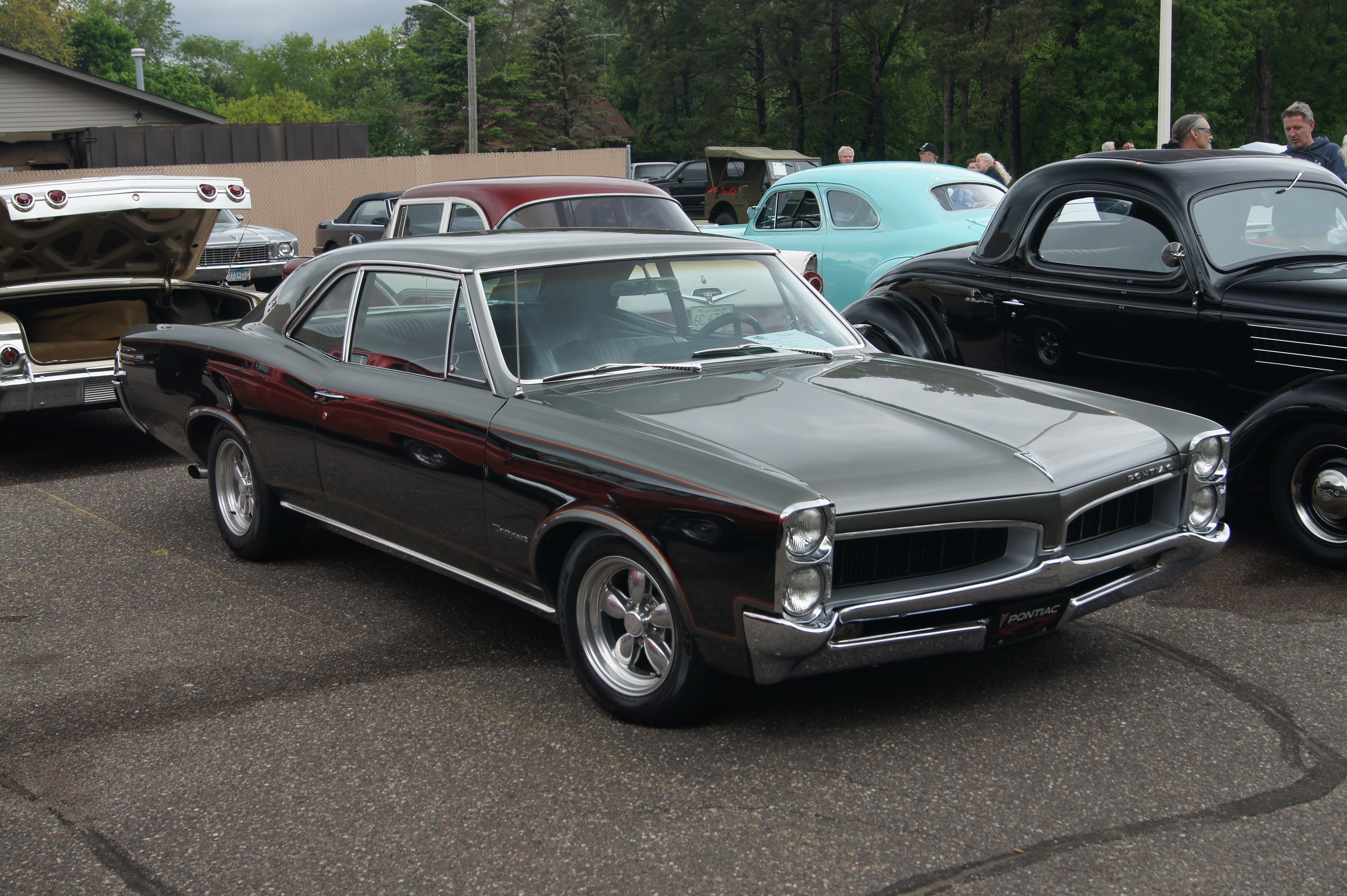
1967

## Dritte Generation (Modelljahre 1968–1970)

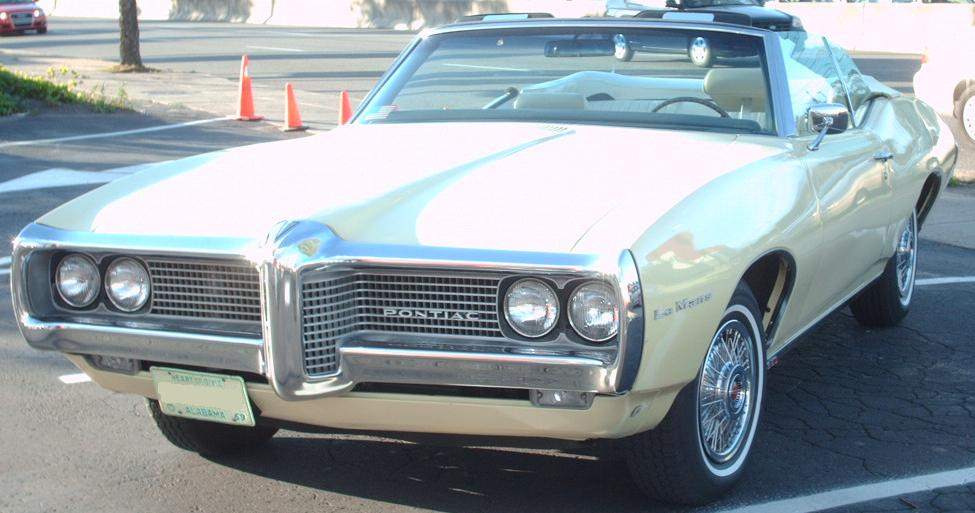
1969 Pontiac Tempest Le Mans Cabriolet

### 1968
Zum Modelljahr 1968 wurden sämtliche Modelle der GM-A-Plattform erneuert, so auch der Pontiac Tempest. Die Karosserie wurde runder, das Design ähnelte den anderen GM A-Body-Modellen. Die Heckscheibe lag flacher, wodurch der Wagen einen Fastback-Charakter erhielt. Während die zweitürigen Modelle von nun an auf einem Radstand von 2845 mm basierten, erhielten die Viertürer und Kombis einen auf 2946 mm gestreckten Radstand. Neu waren die hinter der Motorhaubenkante verdeckten Scheibenwischer und eine Rückkehr zu horizontal angeordneten Scheinwerfern. In technischer Hinsicht änderte sich wenig. Der Basis-Reihensechszylinder wuchs im Hubraum auf 4,1 Liter (250 in3; 177 bhp, beim Sprint auf 218 bhp), der V8 auf 5,7 Liter (350 in3; 269–324 bhp). Zur regulären Limousine kam eine pfostenlose Hardtop-Limousine hinzu. Angeboten wurden die Modellreihen Tempest, Tempest Custom und Tempest Le Mans sowie Tempest Safari (Luxusausführung des Kombi), ferner als eigene Baureihe der vom Tempest abgeleitete GTO.

### 1969
Abgesehen von der Abschaffung der kleinen Ausstellfenster bei den Hardtop-Coupés wurde das Styling für 1969 nur geringfügig überarbeitet, der Tempest Custom wurde für dieses Jahr in Custom S umbenannt. Das Modellangebot war jedoch das gleiche wie 1968. Ein neues Dreigang-Turbo-Hydramatic-350-Automatikgetriebe wurde eingeführt und war als Alternative zum älteren PowerGlide-Zweigang-Getriebe mit allen Motoren erhältlich. Das Motorenangebot war das gleiche wie zuvor, mit Ausnahme des 350 HO V8-Motors, der auf 325 bhp zulegte. Einzug hielt in diesem Jahr die typische GM-Lenkradsperre bei allen Modellen, bei der das Zündschloss direkt in der Lenksäule und nicht mehr im Armaturenbrett saß. Die Kopfstützen der Vordersitze wurden zur Standardausrüstung.

### 1970
Styling-Änderungen, einschließlich eines neuen Kühlergrills, kennzeichneten den 1970er Tempest, der das letzte Jahr für die Marke in den USA sein sollte. Der Tempest Custom entfiel und wurde ab dem Frühjahr 1970 durch den Pontiac T-37/GT-37 abgelöst.
Zum Modelljahr 1971 gab es auch den Basis-Tempest nicht mehr, er gab ab diesem Zeitpunkt nur noch den  Pontiac Le Mans.
Von dieser Modellgeneration des Tempest entstanden bis 1970 in Summe rund 706.000 Stück (inkl. T-37/GT-37 MJ 1970/71), dazu 200.000 GTO (1968–1970).

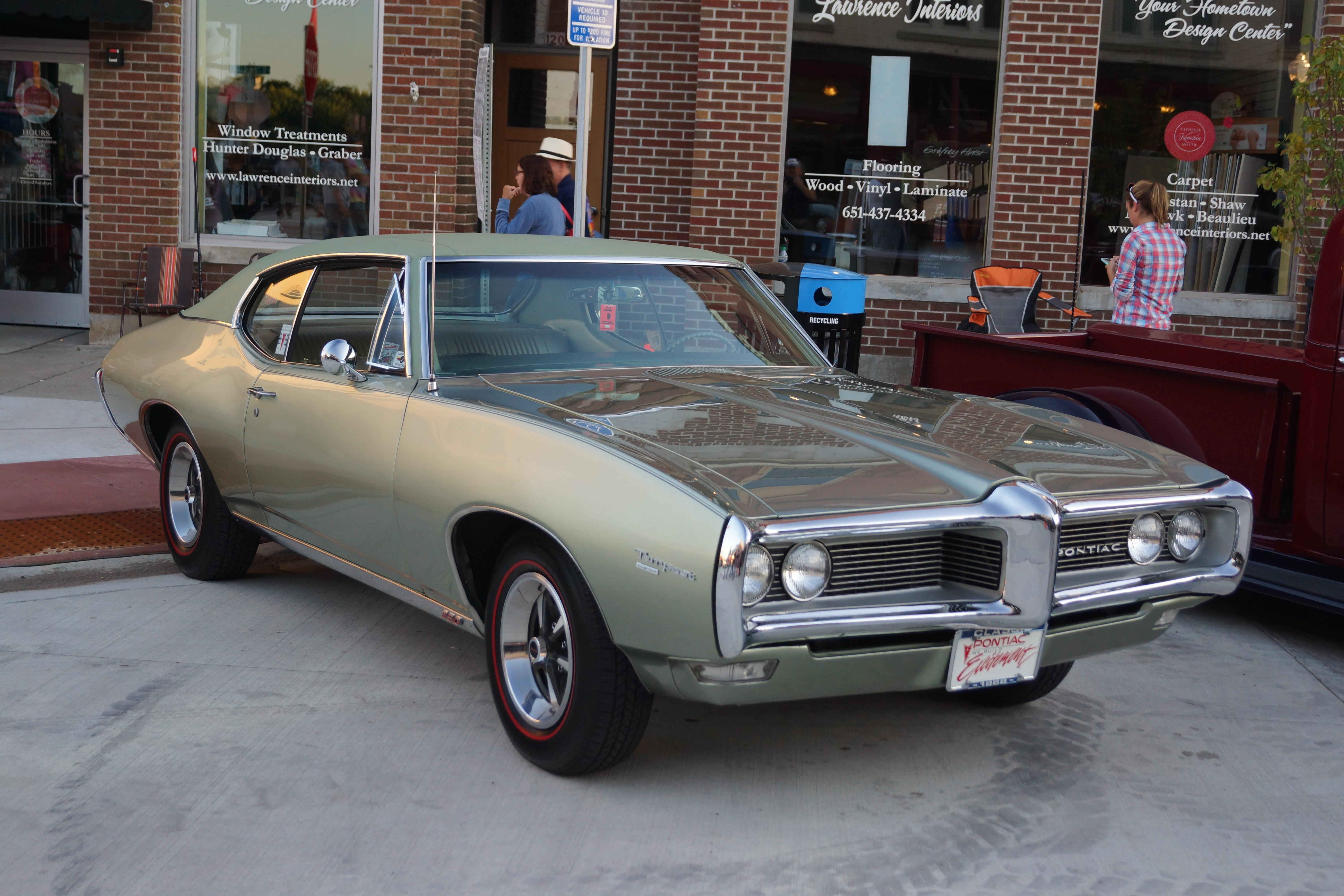
1968 Custom
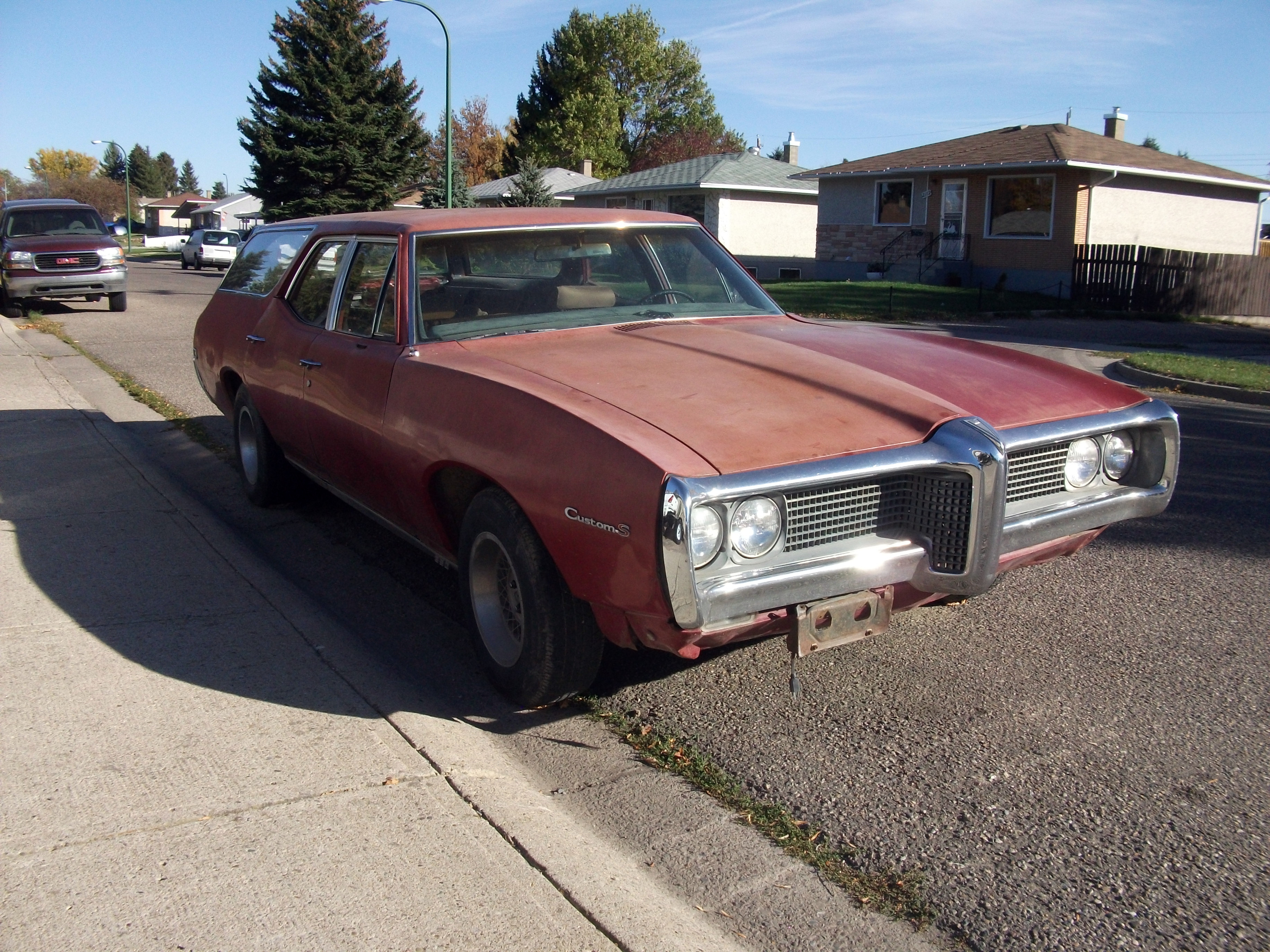
1969 Custom S Kombi
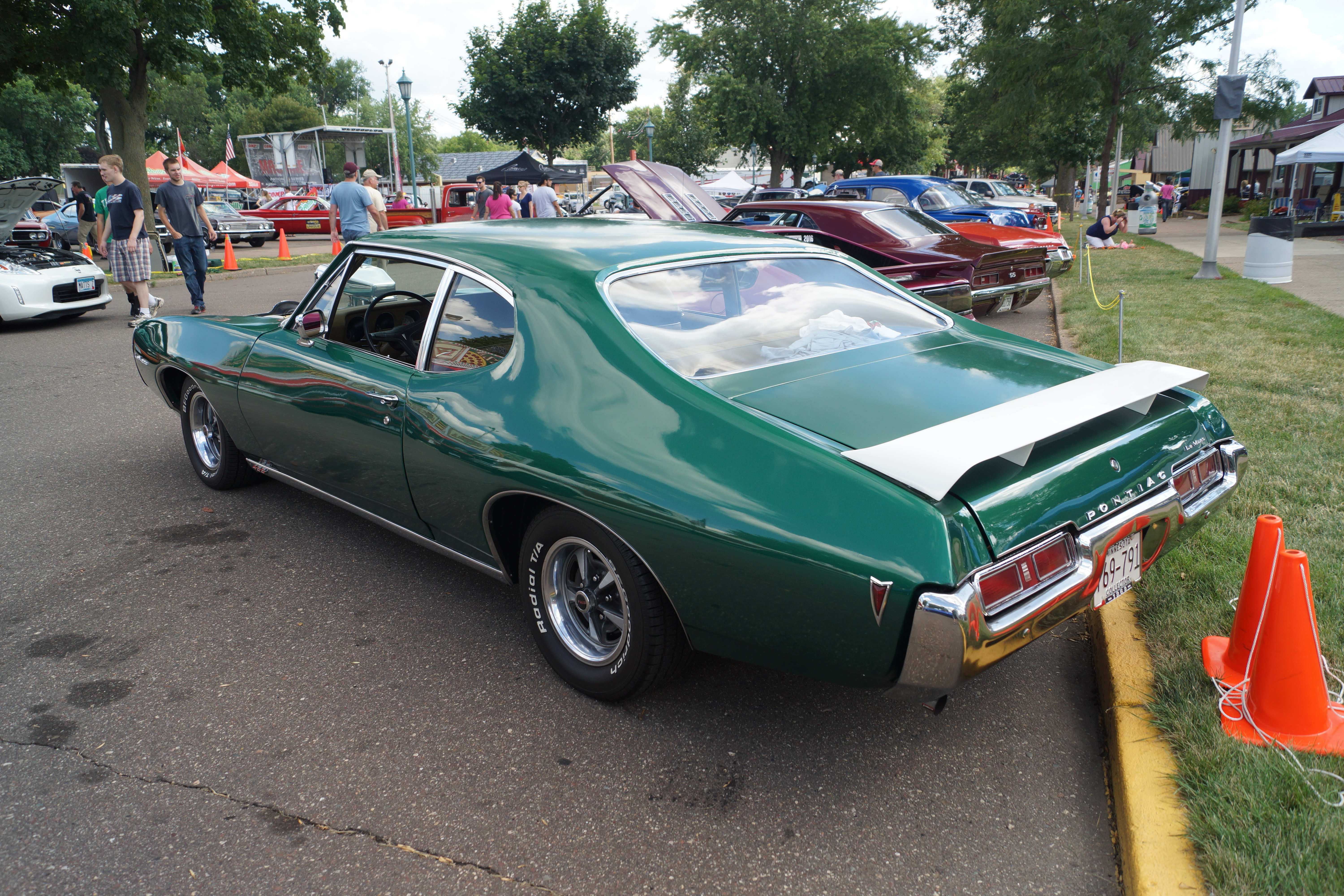
1969
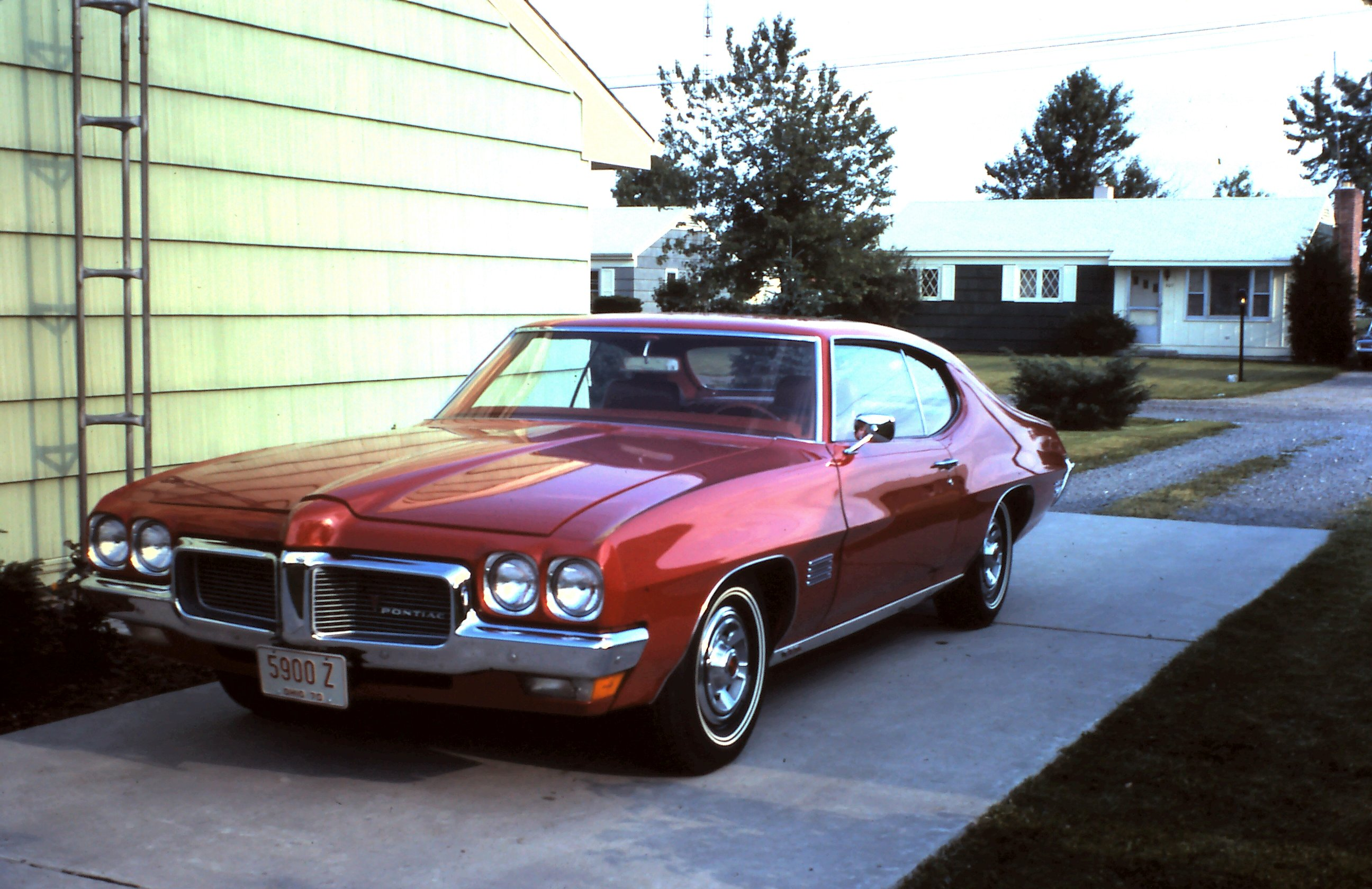
1970

## Pontiac Tempest (Kanada) 1987–1991

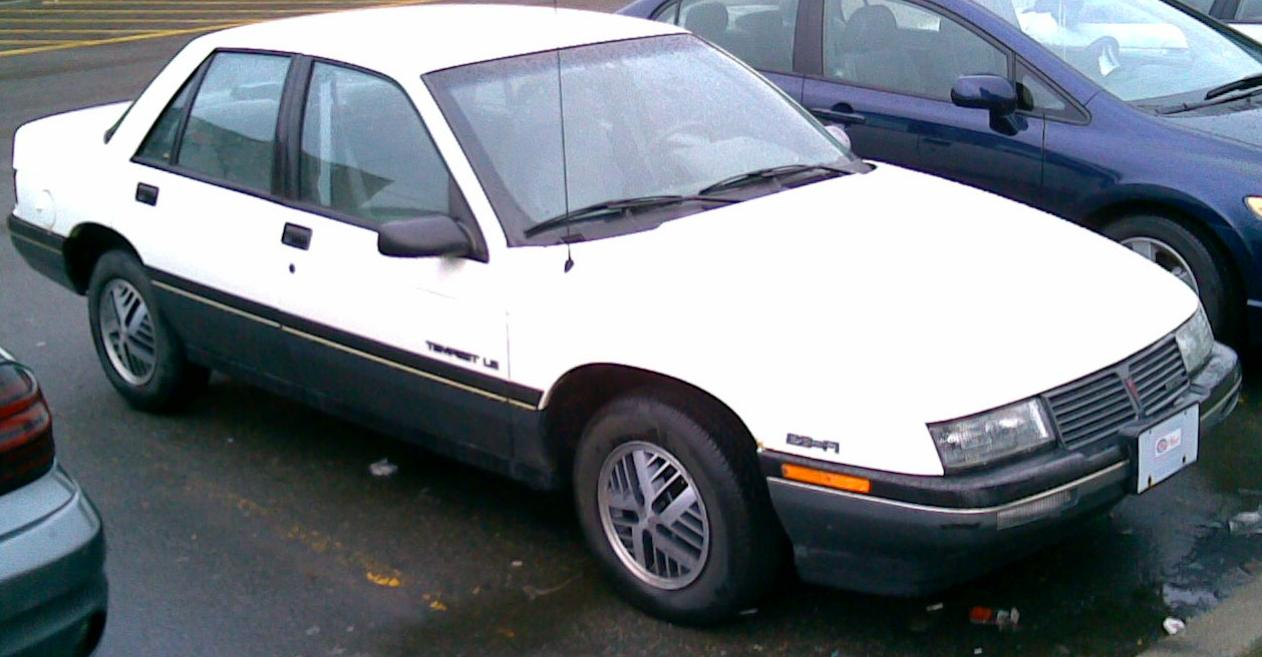
Pontiac Tempest (Kanada)

Nur auf dem kanadischen Markt wurde von 1987 bis 1991 der Chevrolet Corsica, eine viertürige Frontantriebs-Limousine, auch als Pontiac Tempest angeboten.
Der Pontiac Tempest wurde in zwei Ausstattungsvarianten angeboten: Basis (entspricht dem US-Corsica LT) und LE (entspricht dem US-Corsica LTZ). Die Hauptunterschiede, die den Tempest von seinem L-Body-Zwilling unterscheiden, sind ein anderer Kühlergrill, Embleme und Rücklichter (die Rücklichter wurden später als Rücklichter des US-Corsica übernommen). Die einzigen anderen Unterschiede waren Radoptionen, Rückfahrscheinwerfer und ein metrisches Kombiinstrument.